# Långsjön (Åsenhöga socken, Småland)
Långsjön är en sjö i Gnosjö kommun i Småland och ingår i Lagans huvudavrinningsområde.